# 38M Toldi
Il 38M Toldi è stato un carro armato leggero ungherese ideato sulla base del carro svedese L-60B e così nominato dall'omonimo cavaliere ungherese Miklós Toldi, vissuto nel XIV secolo. Prodotto a partire dal 1939 in circa 200 esemplari, si diversificò in quattro varianti che videro un incremento continuo di corazzatura e armamento; tuttavia rimase un veicolo incapace di contrastare i pesanti blindati in dotazione all'Armata Rossa. Servì dunque principalmente come mezzo da esplorazione e continuò a combattere in prima linea fino a quando l'Ungheria fu sconfitta e occupata dall'Unione Sovietica nel corso del 1944.

## Storia

### Sviluppo
Nel 1934 l'esercito svedese immise in servizio lo Stridsvagn L-60, un carro leggero concepito dalla ditta AB-Landsverk con torretta completamente girevole; negli anni seguenti il modello fu continuamente migliorato con l'introduzione delle versioni B, C, e D, mentre il veicolo originale fu ridenominato L-60A. Tra il 1936 e il 1937, mentre gli svedesi commercializzavano il carro, i vertici dell'esercito ungherese, alla ricerca di mezzi corazzati per formare una propria forza blindata, visionarono il progetto di Nicholas Straussler denominato V4: capace di muoversi sia su cingoli che su ruote era però afflitto da qualche difetto tecnico e fu rifiutato dopo attenti studi dalla commissione magiara. Dopo l'esito dei collaudi del mezzo di Straussler, l'Ungheria acquistò dunque un esemplare dell'L-60B con relativa licenza di produzione, cui attribuì la designazione provvisoria "28M Toldi".

### Produzione
Il carro svedese rimase praticamente invariato tranne nel nome che venne presto cambiato nella forma definitiva "38M Toldi", ma il mezzo fu presto riconosciuto semplicemente come "Toldi". La fabbrica a partecipazione statale Weiss Manfréd di Budapest fu incaricata della costruzione del carro armato, che durò dal 1939 al 1942 totalizzando 202 esemplari.

### Impiego operativo
Il Toldi entrò in servizio nell'esercito durante il 1940 ma ebbe il suo battesimo del fuoco soltanto nell'aprile 1941, quando le truppe ungheresi affiancarono lo schieramento italo-tedesco durante la travolgente campagna di Jugoslavia. Le forze magiare disponevano di 60 Toldi che erano stati equamente divisi in tre compagnie, una ciascuna per la 1ª e la 2ª Brigata motorizzate e la 2ª Brigata di cavalleria.
Pochi mesi dopo, il 22 giugno, la Germania nazista dette avvio all'imponente Operazione Barbarossa per schiacciare l'Unione Sovietica; anche in questa occasione lo Stato di Miklós Horthy affiancò il potente alleato il 27 giugno. Sul fronte appena aperto venne schierato il Gyorshadtest ("corpo mobile motocorazzato"), costituito il 1º marzo 1940 e suddiviso in tre brigate che in totale riunivano ottantuno carri Toldi, sessanta tankette CV35 comprati dall'Italia fascista e quarantotto autoblindo 39M Csaba di concezione nazionale: il contributo ungherese rappresentava il terzo complesso di unità blindate più vasto sul fronte orientale, ma in generale erano forze inadeguate al tipo di guerra che si stava combattendo. In particolare i Toldi, poco corazzati e dotati di armi leggere, non potevano confrontarsi con i T-34, comunque ancora poco prolifici, o con i massicci KV-1. Si preferì perciò adoperarli come mezzi da ricognizione, in virtù della loro buona mobilità, delle dimensioni contenute e dell'apparato radio di cui disponevano.
Il corpo mobile accusò subito perdite durante la marcia d'avvicinamento al fiume Donets principalmente a causa di guasti meccanici, incidenti che comunque non impedirono di raggiungere il corso d'acqua il 7 luglio. Il reparto ungherese affiancò dunque la 17ª Armata tedesca fino a quando non dovette ritirarsi, operazione completata il 10 novembre 1941: nel corso dei combattimenti erano stati uccisi 2.922 soldati e distrutta la gran parte della componente corazzata.

## Caratteristiche
Il carro armato leggero 38M Toldi riprendeva l'architettura dell'L-60 svedese, componendosi di uno scafo diviso in due compartimenti e di una torretta trasversale: in quello anteriore sedeva il pilota, spostato sulla sinistra, mentre in quello posteriore era stato installato il motore. Sul tetto di una bassa sovrastruttura si trovava l'anello di rotolamento per la torretta, la quale conteneva l'intera dotazione offensiva del veicolo: un cannone 36M da 20 mm, derivato dal fucile anticarro Solothurn S-18/100 pari calibro, e una mitragliatrice leggera 34/37M da 8 mm per la difesa ravvicinata; erano trasportabili 208 granate per il cannone e 1.400 cartucce per la mitragliatrice. In torretta trovavano posto il cannoniere e il comandante, che fungeva pure da caricatore. La corazzatura era spessa 33 mm sul frontale inclinato dello scafo e 13 mm sui fianchi; la torretta presentava protezioni da 13 mm su tutti i lati.
Lo scafo poggiava su un treno di rotolamento composto per lato da cinque ruote a raggiera di medio diametro con sospensioni a barre di torsione, l'ultima delle quali aveva anche la funzione di ruota di rinvio; superiormente erano imperniati due rulli reggicingolo e la ruota motrice era anteriore. La trasmissione era collegata a un motore Büssing NAG L8V/36TR a 8 cilindri erogante 155 hp e alimentato a benzina: questo apparato riusciva a spingere il veicolo a 47 km/h e garantiva un'autonomia massima di 200 chilometri. Nel complesso il Toldi pesava 8,5 tonnellate, misurava 4,75 metri in lunghezza e la sua altezza contenuta, pari a meno di 1,90 metri, lo rendeva di non facile individuazione.

## Varianti
Il complesso di 202 unità del Toldi era suddiviso in quattro diverse varianti:
- Toldi I: nota anche come A/20, era la prima variante armata del cannone da 20 mm, che venne prodotta in ottanta esemplari.
- Toldi II: nota anche come B/20 e concepita nel 1941, si distingueva per l'utilizzo di componentistica locale e una diversa radio con antenna a palo. Fu consegnata in 110 esemplari.
- Toldi IIa: indicata anche come B/40, è la variante progettata ed entrata in servizio nel 1942. Fu ottenuta riconvertendo ottanta Toldi II a un cannone 36M da 40 mm lungo 41,5 calibri, ancora inadatto a contrastare efficacemente i blindati sovietici più pesanti.
- Toldi III: designato anche C/40, introduceva alcuni miglioramenti e piastre da 35 mm su tutti i lati della torre ma fu costruito soltanto in dodici unità.

## Derivati
- 43M Toldi o Toldi eü20 - versione ambulanza corazzata. Fu completata nell'autunno del 1943, con il compito di evacuare rapidamente gli equipaggi feriti dal campo di battaglia e fornire un pronto soccorso medico. Si distinguevano per le maggiori dimensioni del portello laterale destro della torre torretta e per la croce rossa ai lati della stessa. Il carro conservava il pezzo da 20 mm, anche se la riserva di munizioni fu ridotta da 208 a 184. Dopo aver testato il prototipo, la fabbrica di Ganz ricevette ordini per 9 pezzi, che furono consegnati entro l'estate del 1944.
- Toldi páncélvadász - versione cacciacarri, armata con il cannone anticarro tedesco da 7,5 cm PaK 40 in casamatta. Prodotta in un solo prototipo.
- 40M Nimród - versione semovente antiaereo su scafo del Toldi I, armata con cannone da 40 mm 40M installato in una torre scoperta con corazze omogenee da 13 mm. Vennero prodotti 135 esemplari[4].